# 5. Fallschirmjäger-Division
Pour les articles homonymes, voir 5e division.
La 5. Fallschirmjäger-Division (5e division parachutiste) est une des divisions de parachutistes (Fallschirmjäger) de l'armée allemande (Wehrmacht) dans la Luftwaffe durant la Seconde Guerre mondiale.

## Historique
La 5. FJD est formé le 2 mars 1944 à Reims (sur ordre du 5 novembre 1943).

Elle est formée à partir du Fallschirm-Jäger-Lehr-Bataillon, III./FJR.3 et III./FJR.4, et un grand nombre de nouvelles recrues. 
En mai 1944, la division s'installe à Rennes (le 6 juin 1944, le quartier général est à Rennes, sous réserve de l'AOK.7). La division n'est pas prête pour le combat le jour du débarquement des Alliés en Normandie, et seul le FJR.15 est transféré sur la ligne de front. Comme ce régiment n'avait que son 2e bataillon de formé, un nouveau I./FJR.15 est formé à partir du I./FJR.13 (anciennement III./FJR.3) et un nouveau III./FJR.15 à partir du I./FJR.14 (anciennement III ./FJR.4). Le FJR.15 combat conjointement avec la 17e Panzer grenadier division SS Götz von Berlichingen. La plupart de la division est sévèrement décimée dans les combats en Normandie dans la poche de Falaise en juillet 1944. Les survivants continuent le combat pendant le mois d'août 1944 sous le contrôle de la 275e division d'infanterie (275. ID). La division reçoit de nouvelles recrues en septembre 1944 et est partiellement reformée à partir d'éléments des Flieger-Regimenten 22, 51 et 53.  
Le Fallschirm-Granatwerfer-Bataillon 5 et le Stab, I./FAR.5 (Fallschirm-Artillerie-Regiment 5) sont transférés à la 7. Fallschirmjäger-Division. Elle combat contre les Britanniques lors de l'opération Market Garden, alors que d'autres éléments de la division combattent les Américains du 5e corps d'armée sur la ligne Siegfried.
En octobre 1944, la division est reconstruite dans la région de La Haye-Amsterdam (ordonné du 24 septembre au 1er novembre 1944). Un nouveau Fallschirm-Granatwerfer-Bataillon 5 est ajouté en novembre 1944, avec une nouvelle FAR.5. Le Luftwaffen-festungs-Bataillon XXV est absorbé le 20 février 1945, et la division reçoit l'ordre de se rééquiper le 15 mars 1945 par OB. West. 
La plupart de la division se rend à Nürnburgring en mars 1945, tandis que le reste se rend dans la poche de la Ruhr et à Harz.

## Rattachement
| Date                         | Rattachement     | Location                                              |
| ---------------------------- | ---------------- | ----------------------------------------------------- |
| Avril 1944                   | Heeresgruppe D   | Formation à Reims                                     |
| Mai 1944                     | II. FsAK/AOK.7   | Formation à Reims                                     |
| Juin 1944                    | reserve/AOK.7    | Bretagne                                              |
| Juillet 1944                 | LXXXXIV.AK/AOK.7 | Saint-Malo, Avranches, Mortain                        |
| Août 1944                    | II. FsAK/AOK.7   | Argentan, Alençon                                     |
| Septembre 1944               | LXXX.AK/AOK.1    | Trêves                                                |
| Octobre 1944 - Décembre 1944 | OKW              | Formation à La Haye                                   |
| Janvier 1945                 | LIII.AK/AOK.7    | Bataille des Ardennes (Bitburg, Donkholz, Martelange) |
| Février 1945 - Mars 1945     | LXVI.AK/Pz.AOK.5 | Eifel, Prüm                                           |
| Avril 1945                   |                  | Poche de la Ruhr                                      |

## Commandement
| Début            | Fin               | Grade           | Nom                |
| ---------------- | ----------------- | --------------- | ------------------ |
| 1er avril 1944   | 23 septembre 1944 | Generalleutnant | Gustav Wilke (en)  |
| 16 novembre 1944 | 12 mars 1945      | Generalmajor    | Ludwig Heilmann    |
| 12 mars 1945     | Avril 1945        | Oberst          | Kurt Gröschke (en) |

## Chef d'état-major
| Début         | Fin           | Grade | Nom             |
| ------------- | ------------- | ----- | --------------- |
| Avril 1944    | Août 1944     | Major | Klaus Tschirner |
| Août 1944     | Décembre 1945 | Major | Paul Passlick   |
| Décembre 1945 | Mars 1945     | ?     | ?               |
| Mars 1945     | Mai 1945      | Major | Charisius       |

## Composition
- Fallschirm-Jäger-Regiment 13
- Fallschirm-Jäger-Regiment 14
- Fallschirm-Jäger-Regiment 15
- Fallschirm-Panzer-Jäger-Abteilung 5
- Fallschirm-Artillerie-Regiment 5 (Oberst Wintzer)
- Fallschirm-Flak-Abteilung 5
- Fallschirm-Pionier-Bataillon 5
- Fallschirm-Luftnachrichten-Abteilung 5
- Fallschirm-Sanitäts-Bataillon 5
- Fallschirm-Granatwerfer-Bataillon 5, (à partir de juin 1944)
- Fallschirm-Feldersatz-Bataillon 5, (à partir de novembre 1944)
- Fallschirm-Ersatz-Bataillon 3